# Juan Goyoneche
Juan Goyoneche Carrasco (San Vicente de Cañete, Cañete, Perú, 14 de octubre de 1985) es un futbolista peruano que juega como guardameta y su equipo actual es Juventus de Huamachuco de la Liga 3 de Perú.

## Trayectoria
Debutó en el año 2005 con el Club Alianza Lima en un partido del Apertura tras la lesión de Leao Butrón.
En el 2010 ficha por  Deportivo Municipal que en ese entonces jugaba en la Copa Perú.
En el 2016 ficha por Sport Huancayo donde no tuvo muchas oportunidades.
En el 2017 ficha por Universidad César Vallejo de la Segunda División del Perú donde solo jugó 3 encuentros.
En el 2018 ficha por UTC. Renueva por todo el 2019 con los cajamarquinos para jugar la Copa Sudamericana.
En el 2022 desciende con el Carlos Stein, al quedar último puesto en la tabla acumulada.

## Clubes
| Club                      | País | Año         |
| ------------------------- | ---- | ----------- |
| Alianza Lima              | Perú | 2005-2009   |
| Deportivo Municipal       | Perú | 2010        |
| Atlético Grau             | Perú | 2011        |
| Real Garcilaso            | Perú | 2012        |
| Juan Aurich               | Perú | 2013-2015   |
| Sport Huancayo            | Perú | 2016        |
| Universidad César Vallejo | Perú | 2017        |
| UTC                       | Perú | 2018 - 2019 |
| Deportivo Coopsol         | Perú | 2020        |
| FC Carlos Stein           | Perú | 2021 - 2022 |
| Bentín Tacna Heroica      | Perú | 2023        |
| Juventus de Huamachuco    | Perú | 2025 -      |

## Palmarés
| Título                    | Club         | País | Año  |
| ------------------------- | ------------ | ---- | ---- |
| Primera División del Perú | Alianza Lima | Perú | 2006 |